# 藤白りり
藤白 りり（ふじしろ りり、1999年〈平成11年〉9月22日 - ）は、和歌山県出身の元YouTuber。血液型はO型。愛称はりり先生。

## 来歴・人物

### 生い立ち
出生から大学進学のために上京するまで和歌山県で過ごす。兄弟姉妹はおらず、一人っ子。
智辯学園和歌山小学校・中学校・高等学校に通い、高校時代は夏の甲子園でチアリーダーとしても活動した。

### 大学進学後
2018年、東京医科歯科大学医学部医学科へ進学。
大学では軽音部に所属し、ドラムを担当している。2020年秋にコロナ禍の中で開催された東京医科歯科大学の学園祭である第69回『お茶の水祭』では、「学生クイズ大会」コーナーの出題者を務めた。

#### YouTuberとして
大学2年生の2019年11月25日に、地方受験生への情報発信を目的としてYouTubeチャンネルを開設。「受験アドバイス」をメインに、「医学系」や「Vlog」「メイク・美容」、チアリーダーの経験を活かした「踊ってみた」など幅広いジャンルの動画を投稿。2020年12月30日にチャンネル開設から1年程で登録者数が10万人を突破した。
2021年1月2日に公開した動画において、スタディサプリ中学講座の理科講師に就任することを発表した。
2022年7月22日に、受験生時代、塾にほとんど通わずに独学で医学部に現役合格した「ムリなくムダなく本質を捉えた超効率的な勉強法」を1冊にまとめた初の著書『いつも気分よく集中できる 「必要なことだけ」勉強法』の出版が明らかになった。
2023年3月28日に公開した動画をもって、YouTubeを引退した。

## 書籍
- いつも気分よく集中できる 「必要なことだけ」勉強法（KADOKAWA、2022年9月30日） ISBN 978-4046059307